# Instituto Dibner de Historia de la Ciencia y la Tecnología
El Instituto Dibner de Historia de la Ciencia y la Tecnología (1992-2006), en inglés Dibner Institute for the History of Science and Technology, fue un instituto de investigación con biblioteca histórica adjunta establecido en el MIT y ubicado en un edificio renovado en el campus del MIT en 38 Memorial Drive, frente al río Charles.

## Descripción
En el corazón del Instituto se encontraba la Biblioteca Burndy, en la planta baja, que inicialmente contenía 37.000 volúmenes sobre la historia de la ciencia y la tecnología recopilados por el Fondo Dibner. La biblioteca también poseía una gran colección de instrumentos científicos antiguos, como astrolabios, telescopios, microscopios, espectrómetros antiguos y una máquina de Wimshurst, que estaban en exhibición pública en una galería dedicada fuera de la biblioteca. También se exhibió una gran colección de bombillas incandescentes antiguas, tubos de descarga de gas, tubos de vacío electrónicos y otros ejemplos tempranos de tecnología eléctrica y electrónica. La Biblioteca organizó exposiciones especiales ocasionalmente, como por ejemplo La otra vida de la inmortalidad: obeliscos fuera de Egipto.
El edificio era una modesta estructura Art Decó, cuyo frente daba a la calle Memorial Drive y al río Charles . Por encima de la biblioteca y el espacio de exposición, en el segundo y tercer piso estaban las oficinas y las salas de conferencias y seminarios. El instituto organizaba periódicamente conferencias, seminarios, programas de estudio y un simposio anual sobre la historia de la ciencia y la tecnología. A lo largo de su existencia, el instituto sufragó más de 340 becas de corto y largo plazo. 

## Historia y desarrollo
El instituto debe su nombre a Bern Dibner (1897-1988), quien lo concibió antes de su muerte. El instituto fue desarrollado y apoyado por el Fondo Dibner que él había establecido en 1957, y que fue dirigido por su hijo David Dibner. El instituto, desde sus inicios, fue gestionado por la directora ejecutiva, Evelyn Simha. En el ámbito académico, el Instituto contó con el apoyo de un consorcio formado por el MIT, la Universidad de Boston, la Universidad Brandeis y la Universidad Harvard.
En 1995, la Colección Babson de 600 volúmenes de material histórico relacionado con Isaac Newton fue colocada en depósito permanente en la Biblioteca Burndy. La colección había sido reunida por Roger Babson, fundador del Babson College en Wellesley, Massachusetts, y anteriormente estaba alojada en dicha universidad. En 1999, la incorporación de la Colección Volterra de 7,000 volúmenes, procedente de Italia, aumentó la colección de la Biblioteca Burndy en más de un tercio.
En 2004, el MIT decidió no renovar su afiliación al instituto,  y la familia Dibner comenzó a buscar una nueva ubicación para albergar la colección. David Dibner murió inesperadamente en 2005. El Instituto Dibner cerró en 2006,  y la Biblioteca Burndy y las colecciones asociadas fueron transferidas a la Biblioteca Huntington en San Marino, California, que ahora ofrece un Programa de Historia de la Ciencia Dibner para financiar becas, una serie de conferencias y una conferencia anual. La adquisición de la Biblioteca Burndy (que entonces contaba con 67.000 volúmenes) transformó las colecciones de la Biblioteca Huntington sobre historia de la ciencia y la tecnología en una de las más grandes del mundo en ese campo.
El Huntington alberga una exposición permanente, Beautiful Science: Ideas that Changed the World (español: Hermosura de las ciencias: ideas que cambiaron el mundo) en su  Dibner Hall of the History of Science —de unos 2800 pies cuadrados (260,1 m²)—, que exhibe aproximadamente 150 libros, manuscritos, fotografías y objetos tanto de la Biblioteca Burndy, como de otros inventarios de Huntington no pertenecientes a Burndy, sobre la historia de la ciencia y la medicina. Aproximadamente 200 bombillas antiguas de la Colección Burndy se exhiben en la exposición Beautiful Science. Las bombillas no están disponibles para uso de referencia o investigación, salvo acuerdo especial. El estado y la accesibilidad de la colección Burndy de tubos de gas, tubos de vacío y artefactos electrónicos no están claros en el sitio web de Huntington.
El antiguo edificio del Instituto Dibner fue demolido a principios de 2007 para dar paso a nuevos edificios para la Escuela de Administración Sloan del MIT .  El nombre Dibner permanece en el MIT, en la Cátedra Frances y David Dibner de Historia de la Ingeniería y la Manufactura.